# Thal bei Schiltern
Thal bei Schiltern (Thal b.Schiltern, offiziell Thal) ist ein Gemeindeteil der Stadt Dorfen im oberbayerischen Landkreis Erding.

## Lage
Die Einöde Thal liegt in der  Gemarkung Schiltern 1,5 Kilometer südöstlich von Armstorf. Sie liegt in der Luftlinie 1,8 Kilometer südwestlich des Rastplatzes Fürholz-Nord der Bundesautobahn A 94, von deren Ausfahrt 15 (Dorfen) sie über eine 3,5 Kilometer lange Straßenverbindung zugänglich ist.

## Wirtschaft
Die 1989 gegründete Firma Transporte Stadler GmbH (Thal b.Schiltern 2) transportiert und verwertet Deponie-Sickerwasser,
landwirtschaftlichen Nassschlamm, entwässerten Klärschlamm, flüssige und separierte Biogasgärreste, Kompost und Mist sowie Getreide und Körnermais, und bietet darüber hinaus Tiefladertransporte an.

## Bevölkerungsentwicklung

Thal bei Schiltern 2

In Thal gab es 1970 acht Einwohner. Im Mai 1987 lebten dort elf Einwohner in zwei Wohngebäuden.
| Jahr      | 1970 | 1987 |
| Einwohner | 8    | 11   |